# بانكاج أدفاني (مخرج)
بانكاج أدفاني (بالإنجليزية: Pankaj Advani)‏ هو كاتب سيناريو ومصور ومخرج هندي، ولد في 1 أغسطس 1965 في لكناو في الهند، وتوفي في 11 نوفمبر 2010 في مومباي في الهند.

## وصلات خارجية
- بانكاج أدفاني على موقع IMDb (الإنجليزية)
- بانكاج أدفاني على موقع أول موفي (الإنجليزية)
- بانكاج أدفاني على موقع قاعدة بيانات الفيلم (الإنجليزية)
- بانكاج أدفاني على موقع كينوبويسك (الروسية)